# Архитектонско-етнографски комплекс Етар
Архитектонско-етнографски комплекс Етар је музеј на отвореном који се налази у истоименом округу Габрово. Име је добио по древном имену реке Јантра.
То је реконструкција бугарског начина живота, културе и заната. То је први музеј те врсте у Бугарској. Отворен је 7. септембра 1964. године. Музеј се налази 8 км јужно од главног дела Габрова.
„Етар“ је једина колекција народне водене опреме у Бугарској. Садржи 10 експоната и једна је од богатих и добро организованих техничких колекција међу европским музејима на отвореном. То је разлог зашто је водени точак постао један од амблема „Музеја Етара“. Најважнија карактеристика збирке је да су сви точаки у функцији, као и раније. Занатски базар представља 16 примера балканске архитектуре који откривају изворни таленат градитеља препорода.
То је део 100 туристичких дестинација у Бугарској.